# Ramon de Araújo Siqueira
Ramon de Araújo Siqueira (n. Río de Janeiro, Brasil; 19 de septiembre de 1998) es un futbolista brasileño. Juega como centrocampista y su equipo actual es Guayaquil City Fútbol Club de la Serie A de Ecuador.

## Trayectoria
En 2018, Ramón acordó un contrato para firmar con el Real Madrid en un contrato de préstamo de un año, en el que habría jugado para su equipo filial, el Real Madrid Castilla. Sin embargo, este acuerdo fracasó debido a una lesión en la rodilla encontrada durante su examen médico.
En 2019 se unió al FC Ryukyu de la segunda la J2 League de Japón por el resto de la temporada en su intento por evitar el descenso. En 2020 Ramón se incorporó al club de forma permanente después de que expirara su contrato con el Fluminense.

## Selección nacional
Ramón representó a Brasil en el Campeonato Sudamericano de Fútbol Sub-17 de 2015.

## Estadísticas

### Clubes
Actualizado al último partido disputado el 23 de octubre de 2022.
| Fluminense · Brasil                                                                                              | 2018          | 1  | 0 | 0 | 0 | 0 | 0 | 1  | 0 |
| Fluminense · Brasil                                                                                              | Total club    | 1  | 0 | 0 | 0 | 0 | 0 | 1  | 0 |
| CSA · Brasil | 2018-19       | 1  | 0 | 0 | 0 | - | - | 1  | 0 |
| CSA · Brasil | 2019          | 2  | 0 | 0 | 0 | - | - | 2  | 0 |
| CSA · Brasil | Total club    | 3  | 0 | 0 | 0 | - | - | 3  | 0 |
| Ryukyu Japón | 2019          | 9  | 0 | 0 | 0 | - | - | 9  | 0 |
| Ryukyu Japón | Total club    | 9  | 0 | 0 | 0 | - | - | 9  | 0 |
| Gainare Tottori Japón                                                                                            | 2020          | 5  | 0 | 0 | 0 | - | - | 5  | 0 |
| Gainare Tottori Japón                                                                                            | Total club    | 5  | 0 | 0 | 0 | - | - | 5  | 0 |
| Ryukyu Japón | 2021          | 6  | 0 | 1 | 0 | - | - | 7  | 0 |
| Ryukyu Japón | Total club    | 6  | 0 | 1 | 0 | - | - | 7  | 0 |
| Guayaquil City · Ecuador                                                                                         | 2022          | 19 | 3 | 1 | 0 | - | - | 20 | 3 |
| Guayaquil City · Ecuador                                                                                         | Total club    | 19 | 3 | 1 | 0 | - | - | 20 | 3 |
| Total carrera | Total carrera | 43 | 3 | 2 | 0 | 0 | 0 | 45 | 3 |
| (1) Incluye datos de la Copa Libertadores, Copa Sudamericana, Copa de Brasil, Copa del Emperador y Copa Ecuador. |               |    |   |   |   |   |   |    |   |